# Tales of Old Japan (Cuentos del viejo Japón)
Cuentos del viejo Japón, (Tales of Old Japan) es una antología de cuentos, publicados 1871 y compilados por Algernon Bertram Freeman-Mitford, Lord Redesdale, escritos bajo el nombre más conocido de AB Mitford. Estas historias se centran en varios aspectos de la vida japonesa antes de la Restauración Meiji. El libro, que fue escrito en 1871, constituye una introducción a la literatura y la cultura japonesa a través de las historias, todas adaptadas de fuentes japonesas, como de las notas complementarias de Mitford. También se incluyen los relatos de testigos presenciales de Mitford sobre una selección de rituales japoneses, que van desde el harakiri (seppuku) y el matrimonio hasta una selección de sermones.

## Tabla de contenido
- Los cuarenta y siete rônins
- Los amores de Gompachi y Komurasaki
- La venganza de Kazuma
- Una historia de la Otokodaté de Yedo
- Las maravillosas aventuras de Funakoshi Jiuyémon
- La Eta Maiden y el Hatamoto
- Cuentos de hadas
  - El gorrión cortador de lengua
  - La tetera lograda y afortunada
  - La montaña crepitante
  - La historia del anciano que hizo florecer árboles marchitos
  - La batalla del mono y el cangrejo
  - Las aventuras de Little Peachling
  - La boda de los zorros
  - La historia de Sakata Kintoki
  - Los elfos y el vecino envidioso
- El fantasma de Sakura
- Cómo Tajima Shumé fue atormentado por un diablo de su propia creación
- Acerca de ciertas supersticiones
  - El gato vampiro de Nabéshima
  - La historia del gato fiel
  - Cómo un hombre fue embrujado y los zorros le raparon la cabeza
  - Los zorros agradecidos
  - El dinero del tejón
  - El príncipe y el tejón
- Sermones japoneses
  - Los Sermones de Kiu-O, vol. 1. Sermón 1
  - Los Sermones de Kiu-O, vol. 1. Sermón 2
  - Los Sermones de Kiu-O, vol. 1. Sermón 3
- Apéndices
  - Un relato del Hari-Kiri
  - La ceremonia de matrimonio
  - El nacimiento y la crianza de los niños
  - Ritos funerarios